# De Rijkste Belgen
De Rijkste Belgen is een Belgische website, gelanceerd in 2015, waarop de 500 rijkste inwoners van België staan vermeld. De lijst wordt doorlopend vernieuwd op basis van de laatste gegevens. Naast deze lijst van rijkste inwoners, brengt de site ook economisch nieuws.
In 2000 verscheen in Humo de eerste lijst, opgesteld door Ludwig Verduyn. In 2000 en 2012 gaf Verduyn de lijst in boekvorm uit. De vermogens van de op de lijst vermelde personen worden berekend op basis van beurskoersen en openbaar toegankelijke bedrijfsgegevens. Sinds 2021 is ook Ignace Meuwissen betrokken bij de site.
De vijf rijkste Belgen in augustus 2021 waren: Eric Wittouck (Weight Watchers), Alexandre Van Damme (AB Inbev), familie Werner de Spoelberch (AB Inbev), familie Colruyt (Colruyt), en familie Gérald Frère (Gérald Frère).